# Crematogaster auberti
Crematogaster auberti es una especie de hormiga acróbata perteneciente a la tribu Crematogastrini, de la subfamilia Myrmicinae, orden Hymenoptera.
Fue descrita por Carlo Emery en 1869. Aparece registrada y publicada en una sección de Annali dell’Accademia Degli Aspiranti Naturalisti. Secunda Era, 2. p. 1–26 de 1869.

## Distribución
Se distribuye por Argelia, Egipto, Marruecos, Irán, Irak, Israel, Arabia Saudita, Turquía, islas Baleares, Bulgaria, Francia, Gibraltar, Grecia, Macedonia, Malta, Montenegro, Portugal y España.

## Hábitat
Habita en nidos, debajo de piedras y en forrajes. Se ha encontrado a elevaciones de 5-1300  m s. n. m.